# Juan Domingo Perón
Juan Domingo Perón (Lobos, Província de Buenos Aires, 8 d'octubre de 1895 – Olivos, Província de Buenos Aires, 1 de juliol de 1974), polític i militar argentí que va ser elegit per a la presidència del seu país en dues eleccions generals consecutives el 1946 i 1951, i novament el 1973.
Va crear el moviment peronista, l'expressió institucional del qual és el Partit Justicialista. Va ser escollit President de l'Argentina en tres ocasions. La primera en les eleccions del 24 de febrer de 1946, per al període 1946- 1952; la segona en ser reelegit en les eleccions de l'11 de novembre de 1951 per al període 1952 - 1958, que no va arribar a completar a causa del cop militar (l'autoanomenada Revolució Alliberadora) que el va enderrocar el 16 de setembre de 1955.
Finalment, després de 18 anys d'exili a Espanya, va tornar al país i va ser elegit per tercera vegada president el 23 de setembre de 1973. Va morir l'1 de juliol de 1974 en exercici de la presidència, succeint-lo la seva vídua María Estela Martínez de Perón, que havia estat elegida vicepresidenta.

## Infància i joventut
Nascut a Lobos, província de Buenos Aires, de família paterna d'origen italià. El seu pare, Mario Tomás Perón, va ser Jutge de Pau de Lobos. El seu avi Tomás Perón va ser un prestigiós metge que va prestar serveis durant la guerra del Paraguai, a més de ser designat Senador Nacional. Per part materna predominaven els ancestres "criollos". És probable que els seus pares no haguessin estat casats legalment en néixer Juan, qui ja tenia un germà major anomenat Tomás.
Juan Domingo va assistir a l'escola primària de Buenos Aires, per això va haver d'allunyar-se dels seus pares i germans i allotjar-se amb les seves ties paternes. El 1910 va ingressar al Col·legi Militar, d'acord amb el que prèviament havia acordat amb un grup de companys d'escola. Es va graduar el 1916, iniciant una carrera professional que el portaria per diversos destins dintre del país. Durant el cop d'estat que va derrocar a Hipólito Yrigoyen, el llavors capità Perón va patrullar els carrers de la ciutat de Buenos Aires per tal de prevenir incidents. Sis anys més tard va ser designat agregat militar a Xile on, segons rumors, va intentar sense èxit organitzar una xarxa d'espionatge militar.
Ja a l'Argentina, Perón va dictar una sèrie de conferències sobre l'estat de situació bèl·lica a Europa, després de la qual va ser ascendit a Coronel i designat comandant d'una unitat de muntanya de la província de San Juan.
Per llavors el seu país vivia moments polítics molt inestables. El sistema de Frau Electoral estava esgotat i el govern del president Ramón Castillo perdia contínuament suport polític. Tant en els partits polítics de l'oposició, com en el moviment obrer i les Forces Armades predominava l'opinió que calia acabar amb el règim conegut com a dècada infame (1930–1943).
El 10 de març de 1943 es va crear una lògia denominada G.O.O. (Grup d'Oficials Units) integrada per oficials de l'Exèrcit de mitjana i baixa graduació. Si bé les opinions dels historiadors no són coincidents, varis sostenen que Juan Perón va ser un dels líders i fins i tot fundadors de l'agrupació. El G.O.O. formava un nucli ideològicament heterogeni, que reunia tant a militars «aliadòfils», «neutralistes» i «germanòfils», encara que tots nacionalistes. Perón, es caracteritzava per ser pragmàtic i sostenia que al final els aliats acabarien per imposar la seva superioritat de recursos i guanyarien la guerra. Tan heterogènia era la ideologia dels seus integrants que pocs coincidien en els objectius finals de la lògia. Solament coincidien que calia derrocar a Castillo i eliminar el règim de frau instaurat a la República Argentina el 1930.

## Govern militar de 1943 – 1946
El poder i la influència creixent de Perón dintre del govern militar provenia de la seva aliança amb un sector del sindicalisme argentí, principalment amb els corrents sindicals socialista i sindicalista revolucionari. Produït el cop, un sector del moviment obrer, principalment el socialista de la CGT Núm. 1, a través del dirigent mercantil socialista Àngel Borlenghi i l'advocat ferroviari també socialista Juan Atilio Bramuglia, va decidir entaular contacte amb els coronels Perón i Domingo Mercante.
El pla elaborat entre Perón i Mercante i els sindicats incloïa accedir al llavors poc influent Departament Nacional de Treball. Perón va maniobrar dintre del govern perquè l'hi designés al capdavant d'aquesta repartició i aprofitant el tancament del Congrés Nacional, va posar en vigència per decret un gran nombre de lleis de tall social que des de dècades havien estat presentades pels diputats socialistes (sent el de més anomenada d'ells Alfredo Palacios) al parlament argentí i eren sumàriament vetades per les majories conservadores o radicals. La sanció de tals mesures li va valdre fer-se poderosos enemics entre els industrials, ramaders i comerciants. No obstant això, la posició de Perón dins del govern militar, lluny de debilitar-se, es va enfortir gràcies al suport d'un creixent nombre de sindicats que donaven suport a la seva gestió què, al seu torn, anaven prenent consciència del seu veritable poder com factor de pressió pública.
Poc després va aconseguir que el Departament de Treball fos elevat al rang de Secretaria de Treball. Amb el suport d'una part important del moviment obrer, va començar a desenvolupar gran part del programa sindical històric: es van crear els tribunals de treball; es va sancionar el Decret 33.302/43 estenent la indemnització per acomiadament a tots els treballadors; més de dos milions de persones van ser beneficiades amb la jubilació; es va sancionar l'Estatut del Peó de Camp i l'Estatut del Periodista; es va crear l'Hospital Policlínic per a treballadors ferroviaris; es van prohibir les agències privades de col·locacions i es van crear Escoles Tècniques orientades a obrers. El 1944 es van signar 123 convenis col·lectius que afectaven a més d'1.400.000 obrers i empleats i el 1945 uns altres 347 per a 2.186.868 treballadors.
En aquest marc els sindicats van començar un període de gran creixement. Van començar a afiliar massivament als "nous" treballadors, els quals estaven emigrant massivament a la ciutat des de l'interior del país i països limítrofs.
Poc després alguns sindicats (especialment els d'ideologia anarquista i comunista) que s'havien mantingut allunyats, la CGT Núm. 1, l'USA i els gremis autònoms, comencen a unificar-se entorn de la Secretaria de Treball. Però en sentit contrari, al setembre de 1945, quatre importants sindicats se separen de la CGT: La Fraternitat, la Unió Obrera Tèxtil, la Confederació d'Empleats de Comerç i el Sindicat del Calçat. Enfront dels dirigents sindicals i sindicats que no donaven suport a l'aliança sindical amb Perón i Mercante, es va impulsar una política de sindicats paral·lels. La resposta de Perón i del seu col·laborador Mercante a tal desafiament es va traduir en atorgar majors beneficis als sindicats que els recolzaven i reduir personalitat jurídica als gremis opositors, el que implicava paradoxalment una seriosa violació als drets del treballador.
Però l'estratègia de Perón per a acumular poder no es limitava a establir aliances amb el moviment obrer sinó que s'estenia també als partits polítics, l'Església Catòlica i les Forces Armades.
L'avanç de la figura de Perón dintre del govern militar i la seva estreta aliança amb els sindicats obrers va generar immediatament una forta oposició tant dintre com fora de les Forces Armades, especialment en les classes mitjanes i altes. El 1945, l'ambaixada dels Estats Units dirigida per Braden va promoure la unificació de les forces opositores, fins a conformar un gran moviment antiperonista que va incloure als partits Comunista, Socialista, Unió Cívica Radical, Demòcrata Progressista, Conservador, la Federació Universitària Argentina (FUA), la Societat Rural (terratinents), la Unió Industrial (grans empreses), la Borsa de Comerç, i els sindicats opositors. Durant la seva breu gestió com ambaixador, i valent-se d'un excel·lent domini de l'idioma castellà, Braden va actuar com un líder polític de l'oposició, en una evident violació del principi de no-intervenció en els assumptes interns d'un país estranger. A través de la conformació d'un front d'oposició, Braden estava segur de destruir a qui presentava com "el Hitler del demà".
Les primeres manifestacions massives antiperonistes van ser organitzades pel moviment estudiantil, sota el lema de "a baix la dictadura de les alpargates". Les manifestacions obreres que donaven suport a les lleis laborals que anava promovent Perón, contestaven "alpargates sí, llibres no".
La tensió política anava en augment amb freqüents incidents entre els bàndols enfrontats. Aquesta situació va ser l'excusa utilitzada per la facció de l'Exèrcit Argentí, contrària a Perón, per a pressionar al President Edelmiro Farrell i obtenir el desplaçament definitiu del coronel. Farrell, es va inclinar per llevar-li el suport a Perón i permetre l'ascens del grup militar antagònic, encapçalat pel General Ábalos. Va demanar i va obtenir de Perón la renúncia a tots els seus llocs el 9 d'octubre de 1945. El 17 d'octubre de 1945 la històrica plaça de Maig va ser col·lapsada per una multitud que reclamava el retorn de Perón i la seva restitució en tots els seus llocs públics. La indecisió del govern va precipitar el triomf dels partidaris de Perón, qui van aconseguir el seu retorn triomfal aquest mateix dia. Des de la balconada de la Casa de Govern, i acompanyat per Farrell, va anunciar la creació d'un nou govern compost per partidaris seus i el seu llançament com candidat a les eleccions que tindrien lloc al febrer de 1946.

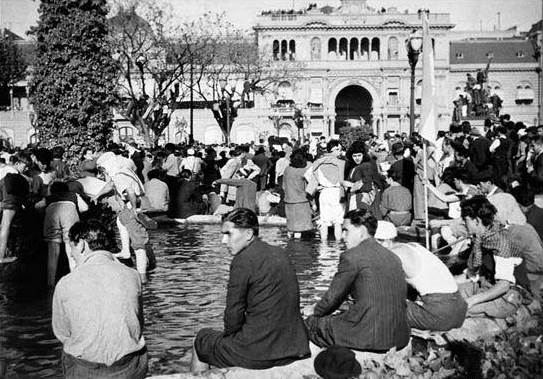
17 d'octubre de 1945, concentració en suport a Perón a la Plaza de Mayo, enfront de la Casa Rosada.

## Primer govern (1946–1952)
El suport popular, organitzat pel Partit Laborista i la UCR Junta Renovadora, li va donar la presidència amb el 57% de vots en les eleccions del 24 de febrer de 1946, guanyant en totes les províncies menys a Corrientes.
Des de la presidència, Perón va continuar amb les polítiques socials que van beneficiar tant a la classe treballadora com a l'empresariat nacional, sobretot industrial. Després del triomf electoral va dissoldre els tres partits que s'havien creat per a sostenir la seva candidatura, Laborista, Unió Cívica Radical Junta Renovadora i el Partit Independent, per a unificar-los en una sola organització política, anomenat primer Partit Únic de la Revolució i després simplement Peronista o Justicialista. Va expandir enormement l'agremiació dels treballadors en sindicats que responien al corrent laborista i va ajudar a establir el predomini de la Confederació General del Treball com central unitària. Alguns opositors del partit peronista o justicialista, pensen que durant el seu govern es va perseguir els dirigents sindicals opositors i en alguns casos hi va haver tortura. Cipriano Reis, que es va negar a acceptar la dissolució del Partit Laborista del qual era president, va sofrir un atemptat contra la seva vida en què va resultar assassinat el xofer. Més tard va ser empresonat acusat de planejar l'assassinat de Perón, fins a la fi del govern peronista.

## Segon govern (1952–1955)

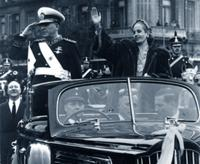
Juan i Eva Perón el 4 de juny de 1952 durant el seu segon mandat.

El segon govern peronista es va caracteritzar per l'esgotament de la política distributiva que va caracteritzar al primer govern. Les vagues i els conflictes socials es van generalitzar. El 1952 Perón convoca a sindicats i empleats al Congrés Nacional de la Productivitat, amb la finalitat de generar un procés de diàleg social tripartit per tal d'enfrontar la crisi. El Congrés fracassa per la incomprensió dels mecanismes de diàleg social tant per part dels sindicats com de les empreses, i fins i tot dels mateixos funcionaris del govern peronista.
A partir de la seva reelecció, es produeixen alguns canvis significatius en el pla econòmic. Els salaris, que havien augmentat considerablement fins a aquest moment, es van congelar igual que els preus per mitjà de contractes bianuals. L'IAPI va començar novament a subvencionar al sector agrari. Es va aconseguir controlar el procés inflacionari. La crida al capital estranger amb el propòsit de desenvolupar la indústria pesant va ser motiu de polèmiques, i va atreure les crítiques dels opositors, entre ells Frondizi.
El 1954 Perón envia i assoleix la sanció de la Llei núm. 14.394 l'article 31 de la qual inclou el divorci, fet que provoca un enfrontament amb l'Església Catòlica que havia donat suport activament al peronisme fins aquell any. Després del derrocament de Perón, aquest article va ser suspès mitjançant el decret llei 4070/1956. El divorci tornaria a ser acceptat el 1987 mitjançant la sanció de la Llei núm. 23.515.

## El derrocament (1955)
Des de 1951 sectors cívico-militars antiperonistes havien estat desenvolupant actes terroristes a través dels denominats Comandos Civils.
El 16 de juny de 1955 els Comandos Civils, integrats per conservadors, radicals, i socialistes, juntament amb la Marina de Guerra i sectors de l'Església Catòlica van intentar un cop d'estat que va incloure el Bombardeig de la plaça de Maig i el centre de la ciutat de Buenos Aires amb un balanç de més de 364 morts i centenars de ferits. L'atac es va produir amb 20 aparells de l'Aviació Naval, a prop del migdia, sobre la multitud que es trobava en una manifestació. Els atacs van continuar fins a les 18 h. L'Exèrcit va instal·lar tancs i bateries antiaèries per a protegir el president, per la qual cosa als insurgents se'ls va ordenar atacar els membres de l'Exèrcit i els civils que donaven suport a Perón. Finalment, els atacants van demanar asil polític a Uruguai.
Perón va donar llavors per finalitzada l'anomenada revolució justicialista, i va cridar els partits polítics opositors a establir un procés de diàleg que evités la guerra civil. Per primera vegada en anys de censura, els opositors van poder utilitzar els mitjans de difusió estatals. Però per a llavors els partits opositors no estaven tampoc interessats a arribar a un acord amb Perón, i van utilitzar l'oportunitat per a difondre la seva oposició al govern i denunciar la falta de llibertats. Poc després Perón va donar per concloses les converses.
El 16 de setembre de 1955 les Forces Armades van derrocar a Perón. La CGT, sectors del peronisme i fins i tot sectors opositors a Perón van reclamar armes per a impedir la presa del poder pels militars, però Perón els va negar i es va exiliar temporalment al Paraguai. Finalment, es va instal·lar a Madrid, a la residència de la Puerta de Hierro. Allí es va casar amb la ballarina María Estela Martínez de Perón, Isabelita, a qui havia conegut a Panamà, el 1956.

## Els anys de l'exili
El 9 de juny de 1956, sota el comandament del General Juan José Valle, un grup de militars peronistes i militants del peronisme van intentar un aixecament contra el govern de facto. L'intentona va fracassar i tant Valle com els seus seguidors militars i civils van ser afusellats. La repressió es va estendre a sectors no peronistes de la classe obrera. No obstant això, els dirigents sindicals van conservar la seva enorme influència sobre els gremis industrials i de serveis.
El 17 de novembre de 1972 Perón va tornar a l'Argentina a bord d'un avió llogat a l'efecte. Va romandre al país solament poc més d'un mes, va visitar el Paraguai i després va tornar a Madrid.

## El retorn de Perón a l'Argentina. Tercera presidència (1973–1974)
L'11 de març de 1973, Argentina va tenir eleccions generals. Encara que es va evitar que Perón fos candidat, els seus votants van triar al seu delegat personal, Héctor José Cámpora com a President, secundat per les organitzacions armades d'esquerra. Cámpora va renunciar el 13 de juliol de 1973, deixant el camí lliure perquè Perón es presentés en les noves eleccions.
Perón va tornar al país el 20 de juny de 1973. Llavors es va produir un gravíssim enfrontament armat entre militants de dreta i d'esquerra del moviment peronista a la rodalia de l'aeroport d'Ezeiza, enmig de la multitud que intentava arribar a l'estació aèria per a rebre al líder. En l'incident van morir 13 persones i va ser conegut com la Massacre d'Ezeiza.
Perón va guanyar les eleccions amb el 62% dels vots contra el candidat de la Unió Cívica Radical, Ricardo Balbín. Es va convertir en president per tercera vegada l'octubre de 1973 amb la seva esposa Isabel Martínez de Perón com a vicepresident.
El tercer govern de Perón va estar sotmès a permanents conflictes entre els seus seguidors d'esquerra i dreta. Grups parapolicials amb suport estatal (l'Aliança Anticomunista Argentina - AAA - organitzada per José López Rega) van perseguir i van matar militants d'esquerra. Perón va morir l'1 de juliol de 1974 amb els problemes sense resoldre i va ser succeït per la seva esposa, Isabel. Enmig de la violència política imperant, María Estela Martínez va ser derrocada el 24 de març de 1976 i substituïda per una junta militar.

## Mort i enterrament
Juan Domingo Perón va morir l'1 de juliol de 1974. María Estela Martínez de Perón, la seva esposa i fins al 1976 presidenta, ho va anunciar al país dient "amb gran dolor haig de transmetre al poble de la Nació Argentina la defunció d'aquest veritable apòstol de la pau i la no-violència".

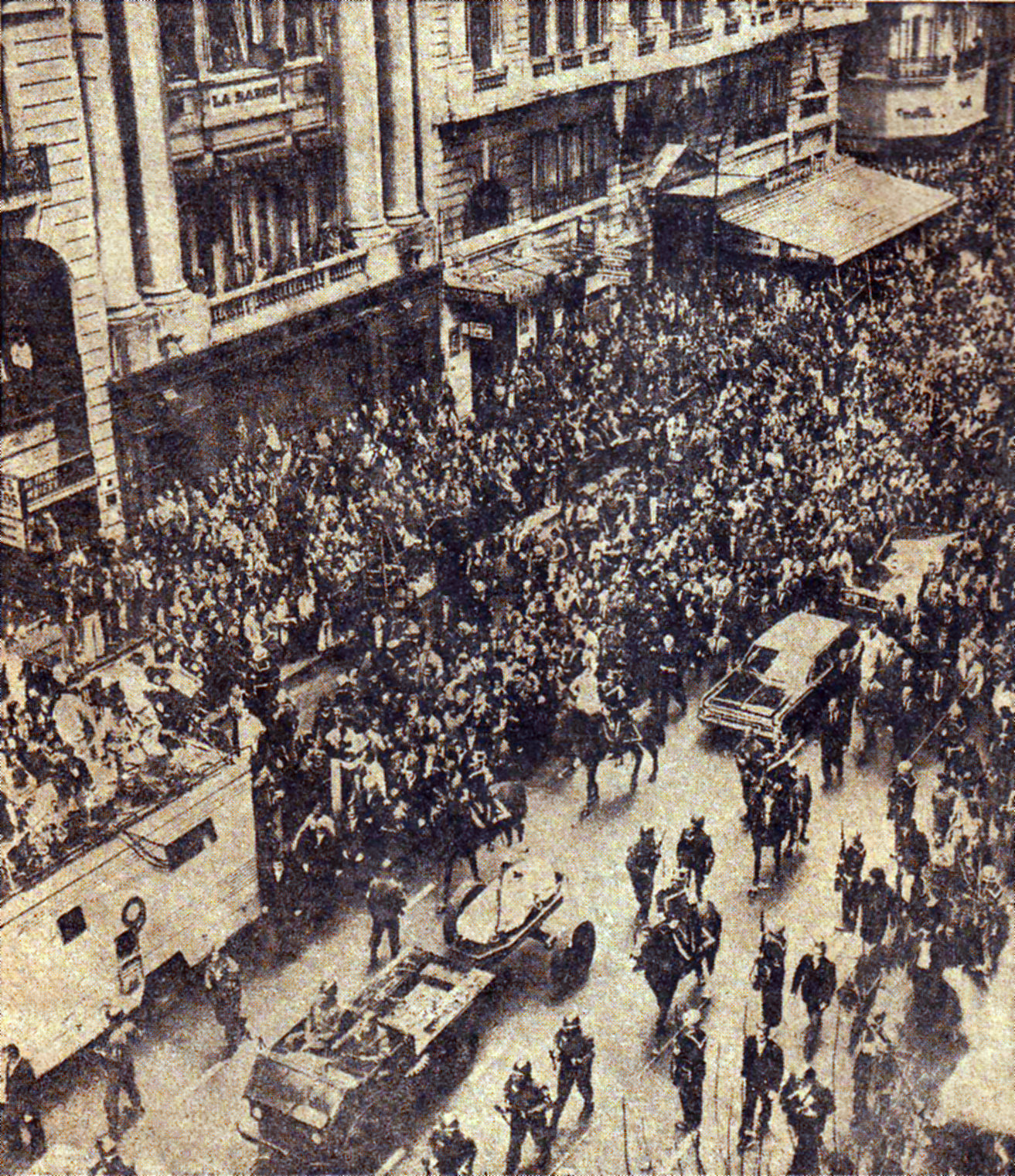
Seguici fúnebre de Perón per l'avinguda de Maig.

Després de dies de dol nacional en els quals el cos va ser vetllat al Congrés de la Nació per centenars de milers de persones, les restes de Perón van ser traslladades a una cripta en la Quinta Presidencial de Olivos. El 17 de novembre de 1974 les restes d'Evita, que havien quedat a Espanya, van ser portades per María Estela Martínez de Perón i dipositades en la mateixa cripta. Mentrestant, el govern d'Isabel Perón, va iniciar un projecte d'Altar de la Pàtria, un mausoleu gegantesc que albergaria les restes de Juan Perón, Eva Duarte de Perón, i tots els pròcers de l'Argentina.
Amb la fugida de Lopez Rega del país i la caiguda del govern d'Isabel, les obres de l'Altar de la Pàtria van ser suspeses. Les restes de Perón van ser traslladades al Cementiri de la Chacarita, a Buenos Aires. El fèretre va ser profanat al juny de 1987, i es van sostreure les mans del cadàver embalsamat de Perón. S'ignora el destí de les mateixes o el motiu de la dita profanació.
El 17 d'octubre de 2006 les seves restes van ser traslladades a la Quinta de San Vicente, la qual li va pertànyer en vida i després es va convertir en un museu en el seu honor. Durant el trasllat es van produir greus disturbis entre sectors del sindicalisme peronista, inclosos trets amb armes de foc.